# ۲۵ (آلبوم آ-ها)
۲۵ یک آلبوم برترین آهنگ‌ها از گروه نروژی آ-ها است که در ۱۹ ژوئیهٔ ۲۰۱۰ در نروژ، در ۶ اوت در آلمان و اروپای مرکزی، و در ۴ اکتبر در بریتانیا و سایر نقاط اروپا منتشر شد. ۲۵ شامل تمام ۳۳ تک‌آهنگ گروه (به استثنای تک‌آهنگ‌های تبلیغاتی «کاش برایم مهم بود»، «حق تولد»، «در انتظار او»، «در تاریکی دراز بکش»، «شاید، شاید» و «عشق یعنی منطق» و همچنین تک‌آهنگ ابتدایی ۱۹۸۸ با نام «خونی که بدن را حرکت می‌دهد» و نسخهٔ زندهٔ «خورشید همیشه در تلویزیون می‌درخشد» از سال ۲۰۰۳)، به‌همراه پنج قطعه از آلبوم‌ها و تک‌آهنگ «سرد مثل سنگ» (ریمیکس) از سمت B است.

## جدول‌های موسیقی
| جدول (۲۰۱۰)                            | بهترین جایگاه |
| -------------------------------------- | ------------- |
| آلبوم‌های اتریشی (آلبوم‌های او۳)         | ۹             |
| آلبوم‌های بلژیکی (اولتراتاپ فلاندرز)    | ۸۷            |
| آلبوم‌های بلژیکی (اولتراتاپ والونیا)    | ۳۵            |
| آلبوم‌های دانمارکی (هیت‌لیستن)           | ۲۷            |
| آلبوم‌های هلندی (جدول‌های هلند)          | ۷۳            |
| آلبوم‌های اروپا (بیلبورد)               | ۸             |
| آلبوم‌های آلمانی (۱۰۰ آلبوم برتر رسمی)  | ۲             |
| آلبوم‌های مجارستانی (ماهاز)             | ۳۴            |
| آلبوم‌های ایرلند (ارما)                 | ۲۸            |
| آلبوم‌های ژاپن (اوریکون)                | ۲۰۳           |
| آلبوم‌های نروژی (وی‌جی-لیستا)            | ۶             |
| آلبوم‌های اسکاتلندی (شرکت جدول‌های رسمی) | ۱۳            |
| آلبوم‌های اسپانیایی (پروموزیکای)        | ۵۵            |
| آلبوم‌های سوئیسی (جدول موسیقی سوئیس)    | ۶             |
| آلبوم‌های بریتانیا (شرکت جدول‌های رسمی)  | ۱۰            |

| جدول (۲۰۱۰)                          | جایگاه |
| ------------------------------------ | ------ |
| آلبوم‌های اروپا (بیلبورد)             | ۷۶     |
| آلبوم‌های آلمان (۱۰۰ آلبوم برتر رسمی) | ۱۹     |

## گواهینامه‌ها
| منطقه                                                              | گواهی     | واحد گواهی‌شده/فروش |
| ------------------------------------------------------------------ | --------- | ------------------ |
| آلمان (بی‌وی‌ام‌آی)                                                   | پلاتین    | ۲۰۰٬۰۰۰^           |
| نروژ (آی‌اف‌پی‌آی نروژ)                                               | ۲× پلاتین | ۶۰٬۰۰۰*            |
| بریتانیا (بی‌پی‌آی)                                                  | نقره      | ۶۰٬۰۰۰^            |
| * رقم فروش تنها بر پایهٔ گواهی‌ها. ^ رقم توزیع تنها بر پایهٔ گواهی‌ها. |           |                    |